# Изгрев (Сливенская область)
Изгрев (болг. Изгрев) — село в Болгарии. Находится в Сливенской области, входит в общину Сливен. Население составляет 106 человек.

## Политическая ситуация
Изгрев подчиняется непосредственно общине и не имеет своего кмета.
Кмет (мэр) общины Сливен — Йордан Лечков Янков (Граждане за европейское развитие Болгарии (ГЕРБ)) по результатам выборов.